# Margarida Tengarrinha
Maria Margarida Carmo Tengarrinha Campos Costa (Portimão, 7 de maio de 1928 - Portimão, 26 de outubro de 2023) foi professora, artista, escritora, revolucionária, deputada da Assembleia da República Portuguesa, militante e dirigente do Partido Comunista Português, com um papel importante na redação do jornal Avante! e na falsificação de documentos durante a clandestinidade.

## Biografia

### Juventude
O pai de Margarida Tengarrinha era bancário e figura destacada da classe média portimonense. O seu avô fora o engenheiro civil responsável pela construção da estrada para automóveis entre Lisboa e o Algarve. Uma das suas primeiras memórias é da revolta dos trabalhadores de 18 de Janeiro de 1934 contra a proibição dos sindicatos pelo regime do Estado Novo. Da janela de sua casa viu a manifestação da greve dos operários sindicalizados da produção de conservas, da metalurgia e da agricultura ser violentamente atacada pela polícia. A primeira manifestação em que participa é da celebração da Derrota do Nazismo a 8 de Maio de 1945, acabada de fazer 17 anos.
É irmã de José Manuel Tengarrinha, fundador do partido político MDP/CDE (Movimento Democrático Português / Comissão Democrática Eleitoral), que foi uma das mais importantes organizações políticas da Oposição Democrática ao regime do Estado Novo em Portugal, antes do 25 de Abril.

### Primeiro ativismo político
Iniciou a sua atividade política organizada em 1948, enquanto estudante da Escola Superior de Belas-Artes de Lisboa da qual coordenava a participação dos alunos no Movimento de Unidade Democrática Juvenil (MUD), de oposição ao Estado Novo. Fez campanha contra as armas nucleares e pela saída de Portugal da NATO, participando das grandes manifestações de Fevereiro de 1952 em Lisboa durante a cimeira da NATO na cidade. Actividade que leva à sua expulsão da ESBAL a meio de 1952, juntamente com 81 outros alunos. Por ser uma das coordenadoras dos alunos é proibida de frequentar qualquer estabelecimento de ensino superior no país, tal como o seu futuro marido, o artista e militante do Partido Comunista Português José Dias Coelho e António Alfredo Paiva Nunes. É impedida de lecionar na Escola Preparatória Paula Vicente, onde era professora.

### Militância Comunista
Na sequência da sua expulsão da universidade torna-se militante do Partido Comunista Português nesse mesmo ano de 1952.
Desprovida de qualquer possibilidade de fonte de rendimento, Margarida Tengarrinha pede auxílio à ativista feminista Maria Lamas que deixara recentemente de ser editora do suplemento Modas e Bordados do jornal O Século. Maria Lamas consegue que Tengarrinha se torne redatora da revista, onde esta escreve artigos sob pseudónimo e concebe as ilustrações. Junta-se ao comité feminista de Maria Lamas e Maria Antónia Palla, mãe do futuro primeiro ministro de Portugal António Costa. Participa da redação do discurso de Maria Lamas no Congresso Internacional de Mulheres em Copenhaga em Junho de 1953.

### Passagem à Clandestinidade
Considerando o PCP que as suas capacidades artísticas seriam úteis para a falsificação de documentos, Margarida Tengarrinha passa à clandestinidade em 1955 com o seu companheiro José Dias Coelho que viria a ser assassinado a tiro pela PIDE em 19 de dezembro de 1961. Além da falsificação de documentos, o casal torna-se um importante ponto de contacto para militantes do PCP em fuga da detenção.
Margarida Tengarrinha torna-se redatora de A Voz das Camaradas, o boletim dirigido às mulheres militantes do PCP, e em 1961 conclui a atividade de falsificação de documentos e torna-se redatora do Jornal Avante!. Tem duas filhas, Teresa e Guidinha, com José Dias Coelho, que seria assassinado pela Polícia Internacional e de Defesa do Estado a 19 de Dezembro de 1961. No seguimento deste assassinato parte para Moscovo com Álvaro Cunhal.

### Moscovo e Bucareste
Entre 1962 e 1964 Margarida Tengarrinha trabalha em Moscovo com o Secretário Geral do PCP, colaborando na redação do seu livro de 300 páginas Rumo à Vitória – As tarefas do Partido na Revolução Democrática e Nacional. Concluída esta tarefa parte para Bucareste na Roménia, onde é editora da Rádio Portugal Livre, transmitida clandestinamente em Portugal. Apesar do perigo que tal implicava, tinha um forte desejo de voltar a Portugal, algo que aconteceu em 1968.

### Regresso à Clandestinidade
Retoma assim à clandestinidade trabalhando para o PCP. Inicialmente em Lisboa e depois no Porto, onde colabora na produção da publicação A Terra destinada a camponeses e agricultores, regressa ao trabalho como redatora do Avante!, numa época em que existiam três placas tipográficas de impressão do jornal, idênticas, uma na tipografia de Lisboa, outra no norte do país, e outra guardada em sua casa. Em 1972 organiza uma manifestação no Porto contra a Guerra Colonial, da qual se estima que terão participado 40 000 pessoas.

### Após a Revolução dos Cravos
Executada a Revolução dos Cravos, Margarida Tengarrinha regressa a Lisboa em 1975, onde desenvolve a tarefa de elaborar a política do PCP para as questões da agricultura: a reforma agrária. Torna-se membro do Comité Central do Partido Comunista Português, onde se bateu pela inclusão de mais mulheres, sendo nas listas deste partido eleita Deputada à Assembleia da República pelo Algarve na III e IV Legislatura da Terceira República Portuguesa, entre 1979 e 1983.

### Actividade Artística
Margarida Tengarrinha regressou ao Algarve em 1986 para viver na Praia da Rocha. Escreveu e ilustrou inúmeros livros, e expôs regularmente o seu trabalho desde então. Professora de Arte na Universidade Sénior de Portimão. Foi a primeira distinguida com o prémio Maria Veleda da Diretoria Regional de Cultura do Algarve, em 2014, prémio que visa homenagear contribuições para a igualdade de género, cidadania, combate à discriminação e cultura no Algarve.

## Obra Publicada
Como escritora
- 1962 - A Resistência em Portugal (Escrito com José Dias Coelho, no seguimento de uma sugestão de Álvaro Cunhal, alojado com Tengarrinha e Coelho após a Fuga de Peniche. O livro foi publicado primeiramente no Brasil em 1962 sob o pseudónimo de "Amílcar Gomes Duarte", nome inventado a partir dos nomes de clandestinidade dos principais dirigentes comunistas da época: Amílcar era pseudónimo de Sérgio Vilarigues, Gomes de Pires Jorge e Duarte de Álvaro Cunhal. O livro foi mais tarde publicado em Russo em Moscovo sob o nome de José Dias Coelho; e finalmente em Portugal, em 1974, e reeditado em 2006)
- 1990 - Samora Barros: Pintor do Algarve
- 1999 - Da memória do povo: recolha da literatura popular de tradição oral do concelho de Portimão[10]
- 2004 - Quadros da Memória[11]
- 2018 - Memórias de uma falsificadora (autobiografia) [12]

Como Ilustradora
- 1999 - Um Algarve outro, contado de boca em boca: estórias, ditos, mezinhas, adivinhas e o mais, texto de Glória Marreiros [13]
- 2015 - Leonor Leonoreta: ensaio de ternura: novela poética, texto de Filipe Chinita [14]

## Reconhecimentos
Em 2024, no âmbito das Comemorações dos 50 anos do 25 de Abril sobe a palco, no Museu de Portimão, a peça de teatro «Memórias de uma Falsificadora" baseada na obra da autora e em que Tengarrinha é interpretada pela actriz Catarina Requeijo e encenada por Joaquim Horta. Esta mesma peça já havia sido apresentada, em 2021 e 2022, nomeadamente no Museu do Aljube e no Teatro São Luís.
Em 2023, estreou no DocLisboa o filme Clandestina realizado por Maria Mire, produtora da Terratreme, baseado no livro da autora "Memórias de uma Falsificadora - A Luta na Clandestinidade pela Liberdade em Portugal”.
Em 2023, o parlamento português aprovou, unanimemente, um voto de pesar pelo falecimento de Tengarrinha.
Em 2014, foi vencedora da primeira edição do Prémio Regional «Maria Veleda», atribuído pela Direção Regional de Cultura do Algarve.